# フォートローダーデール・ストライカーズ
フォートローダーデール・ストライカーズ (英語: Fort Lauderdale Strikers) は、かつてアメリカ合衆国・フロリダ州フォートローダーデールを本拠地に活動していたサッカークラブである。
なお、フォートローダーデール・ストライカーズを名乗ったサッカークラブは歴史上複数存在するが、本項では2006年から2016年まで活動したクラブについて扱う。

## 歴史
2006年、マイアミFC（Miami FC）として設立され、2011年にフォートローダーデール・ストライカーズに改名した。
同じフロリダ州に本拠地を置くタンパベイ・ローディーズとは長年ライバル関係にあった。
2014年12月11日、元ブラジル代表サッカー選手のロナウドがクラブ所有者になったことが発表された。
2016年9月22日、ESPNによってクラブの財政状態が危機的な状況にあることが報じられた。同年年11月、タンパベイ・ローディーズのオーナーであるビル・エドワーズは、ストライカーズに対し貸し付けた資金30万ドルが返済されていないとして訴訟を起こした。融資の担保にはチーム名の使用権およびその他の有形資産が含まれていたため、これらすべてが差し押されられたことでチームは実質的に活動休止に追い込まれた。
2017年1月6日、2017年シーズンのNASLから除外されたことが発表された。

## タイトル

### 国内タイトル
なし

### 国際タイトル
なし

## 歴代所属選手
- カミル・チョントファルスキー 2014
- ファファ・ピコー 2014
- オカ・ニコロフ 2014
- ガブリエウ 2015-2017
- レオ・モウラ 2015
- ジャン・アレクサンドル 2016
- アマウリ 2016
- ジョゼ・クレベルソン 2016